# Потерянная малая планета

Более 700 тысяч малых планет когда-либо наблюдалось, многие из них считаются потерянными вследствие недостаточности наблюдательных данных.

Малая планета считается потерянной, когда наблюдатели не могут проследить движение объекта, поскольку дуга наблюдения объекта слишком коротка для возможности точного предсказания положения объекта в будущем. Многие астероиды (разновидность малых планет) ранее считались потерянными, но в 1980-е и 1990-е годы были открыты снова. Тем не менее ряд малых планет до сих пор остаётся потерянным.
По некоторым определениям тысячи, если не десятки тысяч, мало наблюдавшихся малых планет потеряно — они не видны при наведении телескопа в направлении предсказанного положения, поскольку неопределённость орбиты слишком велика или объекты слишком тусклы для того, чтобы их можно было обнаружить. Некоторые потерянные малые планеты, открытые за прошедшие десятилетия, невозможно обнаружить недостаточности наблюдательных данных для надёжного определения орбиты. При ограниченной информации астрономы не могут точно указать, где в настоящее время находится объект.
Иногда вновь открытый объект оказывается переоткрытым ранее потерянным объектом. Это можно установить при вычислении траектории «нового» объекта назад во времени (если она надёжно известна) и сопоставлении прошлых положений объекта с записями для потерянного объекта. При этом можно существенно увеличить дугу наблюдения объекта, при этом параметры орбиты уточняются. Для потерянных комет вычисление орбиты назад во времени особенно трудоёмко, поскольку на их орбиту оказывают влияние негравитационные силы, такие как выброс струй газа из кометного ядра.

## Обзор
Ниже представлена небольшая выборка ранее потерянных или примечательных астероидов с датами открытия и переоткрытия. Реальное количество потерянных астероидов может превышать 150 тысяч. Существует около 30 тысяч ненумерованных объектов с крайне плохо известными орбитами (параметр неопределённости равен 9). Многие из этих объектов наблюдались годы и десятилетия назад и считаются потерянными Также существует более тысячи околоземных объектов с дугой наблюдения 1-2 дня.

## Переоткрытия малых планет в XX веке
Количество астероидов, наблюдавшихся однажды и с тех пор не обнаруженных, росло на протяжении XIX и XX веков, но по мере совершенствования телескопов и методов наблюдений и поиска большая часть потерянных астероидов была вновь обнаружена в период с 1970 по 2000 год. Более ранним примером переоткрытия объекта является (132) Эфра, потерянная с 1873 по 1922 год.

### 1970-е гг.
| Объект         | Описание |
| -------------- | --- |
| (1862) Аполлон | Аполлон является астероидом класса Q, открыт Карлом Райнмутом в 1932 году, был потерян и переоткрыт только в 1973 году. Другой астероид семейства Аполлона, (2101) Адонис, открытый Эженом Дельпортом в 1936 году и потерянный до 1977 года, когда он был переоткрыт Чарльзом Ковалем. Один из первых открытых околоземных астероидов.                                                                |
| (1916) Борей   | Астероид-амур Борей, ранее обозначавшийся как 1953 RA, был открыт 1 сентября 1953 года Сильвеном Ареном в Королевской обсерватории Бельгии и переоткрыт в 1974 году R.E. McCrosky, G. Schwartz и J.H. Bulger на основе предсказаний положения, выполненных Брайаном Марсденом. |
| (1922) Зулу    | Астероид внешней части пояса астероидов, ранее обозначавшийся как 1949 HC, открыт 25 апреля 1949 года Эрнестом Джонсоном в Йоханнесбурге. Один из нескольких астероидов, находящихся в резонансе 2:1 с Юпитером. Астероид был потерян вскоре после открытия и переоткрыт только в 1974 году R.E. McCrosky, Cheng-yuan Shao и J.H. Bulger на основе расчётов C. M. Bardwell в обсерватории Цинциннати. |

### 1980-е и 1990-е годы
Лейф Кристенсен в университете Орхуса переоткрыл (452) Гамильтонию и (1537) Трансильванию наряду с другими малыми планетами, в 1981 году. Ко времени публикации результатов только девять нумерованных малых планет — (330) Адальберта, (473) Нолли, (719) Альберт, (724) Хапаг, (843) Николайя, (878) Милдред, (1009) Сирена, (1026) Ингрид и (1179) Малли оставались ненаблюдаемыми со времени открытия:
| Переоткрытый объект | Описание |
| ------------------- | --- |
| (330) Адальберта    | Адальберта, ранее 1892 X, не была переоткрыта, поскольку, как выяснилось, открытие было связано с ошибками наблюдения. Обозначение затем было присвоено астероиду A910 CB. 2006 HH123 стал другой потерянной малой планетой, являющейся ошибкой наблюдения. |
| (843) Николая       | Николая, ранее 1916 AN, переоткрыта в Гейдельбергском астрономическом институте в 1981 году. |
| (473) Нолли         | Нолли, ранее 1901 GC, открыт Максом Вольфом 13 февраля 1901 года, но оставался потерянным в течение десятилетий, пока не был переоткрыт в 1987 году, спустя 86 лет. |
| (724) Хапаг         | Хапаг впервые наблюдался Иоганном Пализой в 1911 году. Получил обозначение 1911 NC, был потерян до переоткрытия в 1988 году. |
| (719) Альберт       | Околоземный астероид, ранее обозначался как 1911 MT, также был открыт Иоганном Пализой в 1911 году. Вследствие неточностей вычисленной орбиты Альберт также был потерян и переоткрыт только в 2000 году, когда Джеффри Ларсен нашёл точное положение объекта по данным обзора Spacewatch. Ко времени переоткрытия Альберт оставался последним потерянным астероидом среди тех, которым были присвоены номера ((69230) Гермес получил номер только в 2003 году). |
| (878) Милдред       | Милдред, ранее обозначенный 1916 f, первоначально был открыт в 1916 году при наблюдениях на телескопе Хейла в обсерватории Маунт-Вилсон, но был потерян и затем наблюдался в отдельные ночи в 1985 и 1991 годах. |
| (1009) Сирена       | Сирена, ранее обозначенная как 1923 PE, переоткрыт в 1982 году Дж. Гибсоном в 1982 году по наблюдениям телескопа имени Сэмюэля Ошина в Паломарской обсерватории. |
| (1026) Ингрид       | Ингрид открыт Карлом Райнмутом 13 августа 1923 года, первоначально был обозначен как 1923 NY. Астероид был повторно обнаружен в 1986 году Сюити Накано. |
| (1179) Малли        | Малли открыт Максом Вольфом 19 марта 1931 года и получил первоначальное обозначение 1931 FD. Был переоткрыт в 1986 году Лутцем Шмаделем, Ричардом Уэстом и Хансом-Эмилем Шустером. |

Другие примечательные переоткрытия
- Во время учёбы в Чикаго в 1928 году Чжан Ючже открыл астероид, получивший обозначение 1928 UF, позднее объекту присвоили номер 1125. Ючже назвал объект «Китай» или «中華» Чжунго. Однако данный астероид не наблюдался после первого обнаружения, поэтому точную орбиту определить не удалось. В 1957 году в обсерватории Цзыцзиньшань был открыт новый астероид, с согласия Чжана Ючже объект получил обозначение (1125) Китай вместо потерянного 1928 UF. В 1986 году открытый объект 1986 QK1 оказался переоткрытым 1928 UF, астероид был назван (3789) Чжунго.[23]
- Околоземный астероид (29075) 1950 DA был открыт 23 февраля 1950 Карлом Виртаненом в Ликской обсерватории. Наблюдался 17 дней, затем был потерян, пока не было получено достаточного количества наблюдений для уточнения орбиты. 31 декабря 2000 года объект был переоткрыт. Шанс столкновения с Землёй 16 марта 2880 года составляет 1 к 4000.[24]
- (7796) Ярацимрман открыт в чешской обсерватории Клеть 16 января 1996 года Зденеком Моравецем, получил обозначение 1996 BG. Наблюдался до апреля 1996 года, затем в июне и июле 1997 года. Оказалось, что этот объект является потерянным астероидом, наблюдавшимся дважды: в обсерватории Брера в северной Италии 12 декабря 1973 года и обсерватории Маунт-Стромло в Австралии 8 и 9 июля 1990 года.

## XXI век
Недавно потерянные малые планеты
- 2007 WD5 является 50-метровым астероидом-аполлоном, открыт 20 ноября 2007 года астрономом Андреа Боаттини по данным Каталинского обзора неба.[25] Ранние наблюдения 2007 WD5 привлекли повышенное внимание со стороны учёных, поскольку по оценкам шанс столкновения с Марсом составил 1 к 25 30 января 2008 года.[26] Однако, дополнительные наблюдения 9 января 2008 года позволили снизить предполагаемую вероятность столкновения до 1 шанса из 10 тысяч.[27] 2007 WD5, вероятно, прошёл мимо Марса на расстоянии 6,5 радиусов Марса. Вследствие этого сравнительно малого расстояния и неопределённости ранних наблюдений гравитационное влияние Марса на траекторию объекта неизвестно и, по мнению Стивена Чесли из Лаборатории реактивного движения НАСА, астероид считается потерянным.[26][28] Наилучшая модель орбиты соответствует прохождению астероида на расстоянии около 21000 км от Марса и всего в 16000 км от Деймоса.[27][29]
- При поиске различных типов околоземных объектов, таких как квазиспутники и пересекающие орбиту Земли астероиды, оказалось, что открываемые объекты также могут являться переоткрытыми астероидами; похожая ситуация произошла с 2006 RH120 и (3753) Круитни.
- В 2007 году обнаружилось, что 2007 RR9 является околоземным астероидом 6344 P–L, потерянным с 1960 года. Это потенциально опасный объект, вероятно, выродившаяся комета хотя выбросов газа в то время не наблюдалось.[11]